# هارون ميلز
هارون ميلز (بالإنجليزية: Aaron Mills)‏ هو لاعب كرة قدم أمريكية أمريكي، ولد في 8 يوليو 1972.